# 品川一治
品川 一治（しながわ かずはる、男性、1967年12月25日 - ）は、日本のクリエイティブ・ディレクター、クリエイティブ・プロデューサー。別名としてKaz Shinagawa、品川カズ。広告制作会社株式会社トボガンのCEO。母はマダム路子、弟は品川祐。祖母は美容師の山野愛子。

## 経歴
1967年、東京都渋谷区にて山野美容専門学校創立者・山野愛子の次男山野凱章、マダム路子の長男として誕生。
1993年渡米。1995年にトボガンの前身となるKaz Coordination Inc.をLAに設立。主業務はTVCM、雑誌、グラフィックの制作やコーディネート。大手広告代理店と業務提携を結び、AT&Tなどアメリカ大手企業の多言語CMのプロデュースに携わった。
2010年、日本に帰国。広告の企画制作や海外案件を主業務とする株式会社トボガンを創業しCEOに就任。同時にToboggan Inc.をLAに設立。

## 主な仕事
- クリエイティブ・ディレクター、クリエイティブ・プロデューサーとして、企業の広告全般(PR、プロモーション、 TVCM、マーケティング、 WEB戦略、ブランディング)からコンテンツディベロップメント、企業の海外PRやイベントプロモートを始め、日本から海外へ、海外から日本へあらゆるコンテンツやメディアを通して企業をサポートしている。

- 2019年、人気放送作家らを揃えるクリエイティブ商社VVQを設立[2][出典無効][3][出典無効]。

- 2021年、NFTを扱うクリエイティブコンサルティングファームCrypto& Inc.を設立[4][出典無効]。

- 2022年、京都・西洞院高辻にギャラリー「四条半 - SHIJOHAN」をオープン。アートの分野にも取り組む。

## 講演歴
- 2012年 東京コンテンツプロデューサーズ・ラボ「プロデューサーって仕事!」[5]
- 2016年 SONY 「アメリカと日本を股にかける映像プロデューサー・品川カズが語る映像業界に必要な人材とは？」[6]
- 2018年 東亜大学「世界が求める生き方」[7]
- 2020年 Schoo 「クリエイターとSDGs、本気で自習しませんか？」[8]
- 2020年 スポーツワン「第６回　Executive Athlete Talk Live」[9]
- 2023年 武蔵野美術大学 「グローバルキャリアデザイン Compass over Maps」ゲスト講師[10][出典無効]

## 審査委員歴
- 2017年　Canon「写真・映像作家発掘オーディション　第１回　SHINES」選考委員[11][出典無効][12]
- 2019年　Canon「写真・映像作家発掘オーディション　第２回　SHINES」選考委員[13][出典無効][14][出典無効]
- 2021年　AICP (Association of Independent Commercial Producers)フィルムフェスティバル　審査員
- 2021年　CICLOPE FESTIVAL[15][出典無効] Executive Jury
- 2023年　Canon「写真・映像作家発掘オーディション　第１回　GRAPHGATE」選考委員[16][17]

## 趣味
- 2017年にポールダンスを始めた[18]。